# Douglas Hickox
Douglas Hickox (Londra, 10 gennaio 1929 – Londra, 25 luglio 1988) è stato un regista inglese.

## Vita privata
È stato sposato con Anne V. Coates con la quale ha avuto i figli Anthony (regista), James (regista, montatore e attore) ed Emma (montatrice). È stato accreditato anche con i nomi Doug Hickox e Douglas Hikox.

## Filmografia

### Cinema
- Il drago degli abissi (Behemoth the Sea Monster) (1959)
- It's All Over Town (1964)
- Just for You (1964)
- Entertaining Mr. Sloane (1970)
- Il sanguinario (Sitting Target) (1972)
- Oscar insanguinato (Theatre of Blood) (1973)
- Ispettore Brannigan, la morte segue la tua ombra (Brannigan) (1975)
- Gli uomini falco (Sky Riders) (1976)
- Zulu Dawn (1979)

### Televisione
- La Fenice (The Phoenix) – serie TV, 3 episodi (1981-1982)
- Il mastino di Baskerville (The Hound of the Baskervilles) – film TV (1983)
- The Master of Ballantrae – film TV (1984)
- La figlia di Mistral (Mistral's Daughter) – miniserie TV, 2 episodi (1984)
- Dietro la maschera (Blackout) – film TV (1985)
- Sins – miniserie TV, 3 episodi (1986)
- Conquisterò Manhattan (I'll Take Manhattan) – miniserie TV, 2 episodi (1987)
- La sporca dozzina (Dirty Dozen: The Series) – serie TV, 5 episodi (1988)